# Tênis nos Jogos Pan-Americanos de 2003
O tênis nos Jogos Pan-Americanos de 2003 foi disputado nas quadras do Centro Nacional de Ténis em Santo Domingo. O torneio foi disputado, entre 4 e 10 de agosto.

## Medalhistas
Masculino
| Evento           | Ouro                                             | Prata                                | Bronze                                              |
| ---------------- | ------------------------------------------------ | ------------------------------------ | --------------------------------------------------- |
| Simples detalhes | Fernando Meligeni BRA Brasil                     | Marcelo Ríos CHI Chile               | José de Armas VEN Venezuela                         |
| Simples detalhes | Fernando Meligeni BRA Brasil                     | Marcelo Ríos CHI Chile               | Alex Kim USA Estados Unidos                         |
| Duplas detalhes  | Santiago González Alejandro Hernández MEX México | Adrián García Marcelo Ríos CHI Chile | Cristian Villagrán Carlos Berlocq ARG Argentina     |
| Duplas detalhes  | Santiago González Alejandro Hernández MEX México | Adrián García Marcelo Ríos CHI Chile | Jeff Morrison Alex Bogomolov Jr. USA Estados Unidos |

Feminino
| Evento           | Ouro                                  | Prata                                             | Bronze                                |
| ---------------- | ------------------------------------- | ------------------------------------------------- | ------------------------------------- |
| Simples detalhes | Milagros Sequera VEN Venezuela        | Sarah Taylor USA Estados Unidos                   | Kristina Brandi PUR Porto Rico        |
| Simples detalhes | Milagros Sequera VEN Venezuela        | Sarah Taylor USA Estados Unidos                   | Ansley Cargill USA Estados Unidos     |
| Duplas detalhes  | Bruna Colósio Joana Cortez BRA Brasil | Kristina Brandi Vilmarie Castellvi PUR Porto Rico | Yamile Fors Yanet Núñez CUB Cuba      |
| Duplas detalhes  | Bruna Colósio Joana Cortez BRA Brasil | Kristina Brandi Vilmarie Castellvi PUR Porto Rico | Karin Palme Melissa Torres MEX México |

## Quadro de medalhas
| Ordem | País               | Medalha de ouro | Medalha de prata | Medalha de bronze |    |
| ----- | ------------------ | --------------- | ---------------- | ----------------- | -- |
| 1     | BRA Brasil         | 2               |                  |                   | 2  |
| 2     | MEX México         | 1               |                  | 1                 | 2  |
| 2     | VEN Venezuela      | 1               |                  | 1                 | 2  |
| 4     | CHI Chile          |                 | 2                |                   | 2  |
| 5     | USA Estados Unidos |                 | 1                | 3                 | 4  |
| 6     | PUR Porto Rico     |                 | 1                | 1                 | 2  |
| 7     | ARG Argentina      |                 |                  | 1                 | 1  |
| 7     | CUB Cuba           |                 |                  | 1                 | 1  |
| TOTAL | TOTAL              | 4               | 4                | 8                 | 16 |